# Plagiothecium obtusissimum
Plagiothecium obtusissimum är en bladmossart som beskrevs av Brotherus 1921. Plagiothecium obtusissimum ingår i släktet sidenmossor, och familjen Plagiotheciaceae. Inga underarter finns listade i Catalogue of Life.